# Михаил Ангелов (офицер)
Михаил Георгиев Ангелов е български офицер, полковник.

## Биография
Роден е на 4 януари 1897 година в град София. През 1917 година завършва Военното училище. Служи в 40-и пехотен полк, 6-и пехотен търновски полк, след което от 1922 г. служи в 4-та жандармерийска дружина. От 1930 г. служи в 15-и пограничен участък, от 1932 г. в 1-ви пехотен софийски полк, от 1935 в НУ, след което от следващата година отново е в 1-ви пехотен полк, а в навечерието на Втората световна война от 1939 г. служи в 4-та картечна дружина.

### Втора световна война (1941 – 1945)
По време на Втората световна война (1941 – 1945) подполковник Ангелов продължава службата си в 4-та картечна дружина, след което от 1942 година е командир на 3-ти пехотен бдински полк. Уволнен на 13 септември 1944 година, но заповедта е отменена на 15 септември. Освен командир на полка до 25 септември Ангелов командва и Видинския отряд. След което е изтезаван от новата про-съветска власт в България, и обесен през февруари 1945 година. Писателят Никола М. Николов описва в подробности тези събития в книгата си „Четиридесетте безотговорни дни 1944“.

## Военни звания
- Подпоручик (1 август 1917)
- Поручик (30 юни 1919)
- Капитан (1 април 1927)
- Майор (6 май 1935)
- Подполковник (6 май 1939)
- Полковник (3 октомври 1942)